# Mascara (Kosmetik)

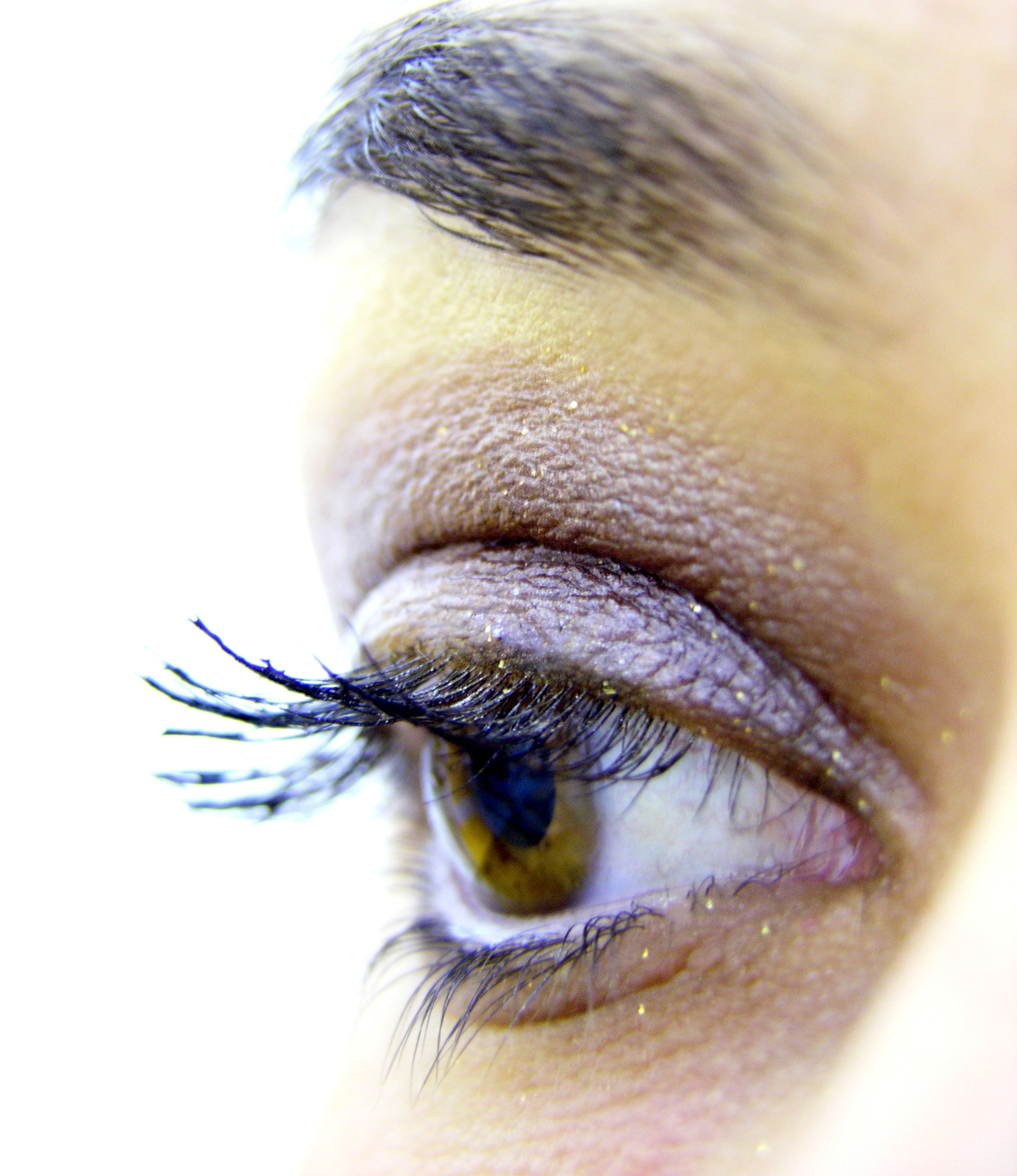
Auge mit Lidschatten und Wimperntusche

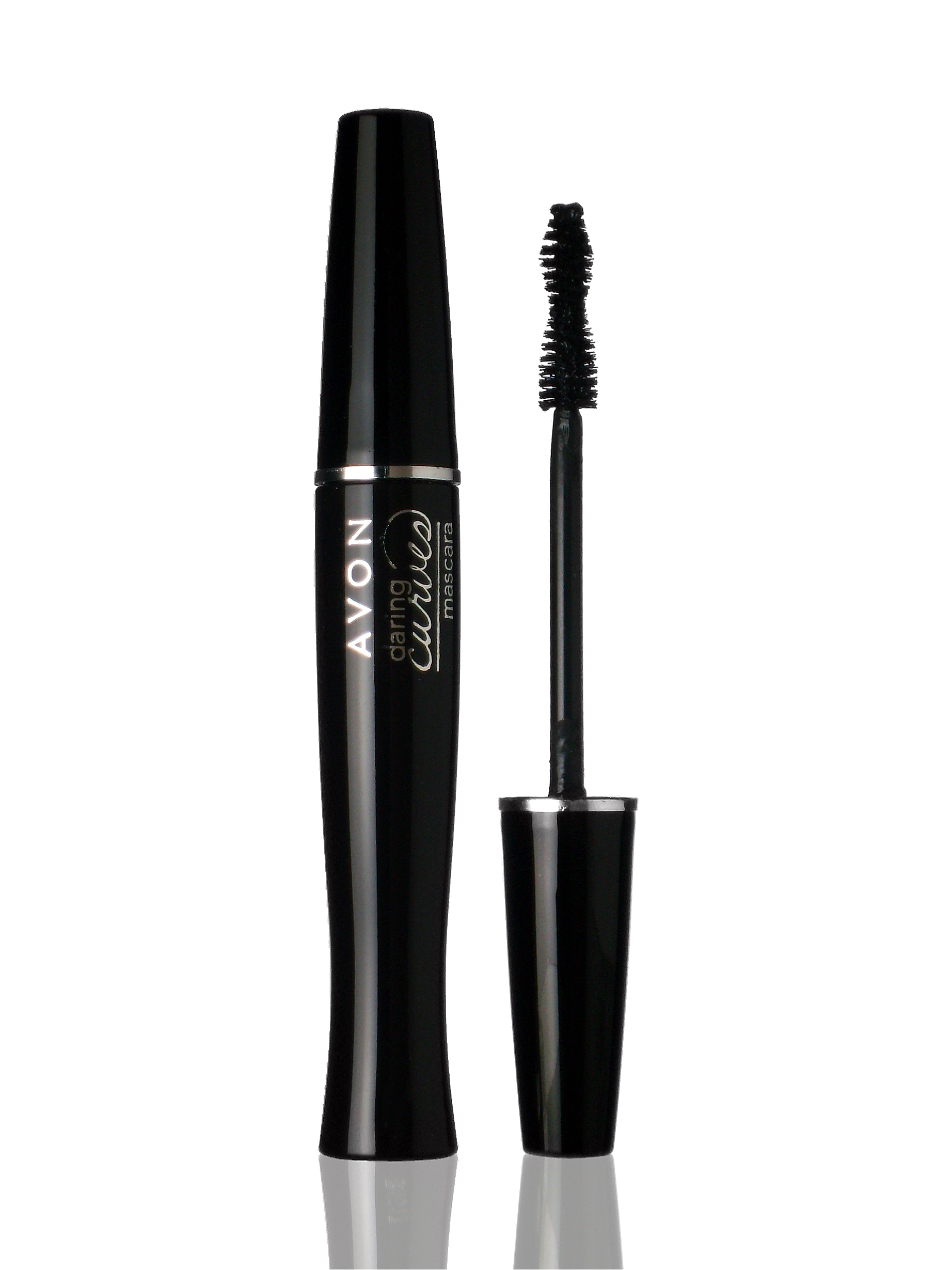
Mascarabürste

Mascara, auch Wimperntusche genannt, ist ein Kosmetikprodukt zum Färben, Verlängern, Verdichten und Betonen der Wimpern, oft auch der Augenbrauen. Der flüssige Farbstoff wird mit einer kleinen Bürste auf die Wimpern aufgetragen, um sie dichter und größer erscheinen zu lassen. Die Mascarabürste wird gelegentlich als Wimpernspirale bezeichnet.
Der Effekt ergibt sich im Wesentlichen durch die Tönung der Wimpernenden. Diese sind dünner und heller als der Wimpernansatz und deshalb vor dem hautfarbenen Hintergrund nur aus der Nähe zu erkennen. Durch die dunkle Tönung der Wimperntusche treten die Enden deutlicher hervor. Die zusätzliche Schicht Farbe auf den Wimpern sorgt auch dafür, dass die Wimpern dicker werden und somit kräftiger erscheinen. Teilweise enthält Mascara auch Kunstseide- oder Nylon-Fasern, so dass zum optischen Effekt auch eine tatsächliche physische Verlängerung kommt.
Aus regulatorischer Sicht gehören Mascara zu den kosmetischen Mitteln. Sie bilden zusammen mit Lidschatten und Eyeliner-Produkten das Produktsegment der Augenkosmetik, welches dem übergeordneten Marktsegment der dekorativen Kosmetik zugeordnet ist.

## Anwendung

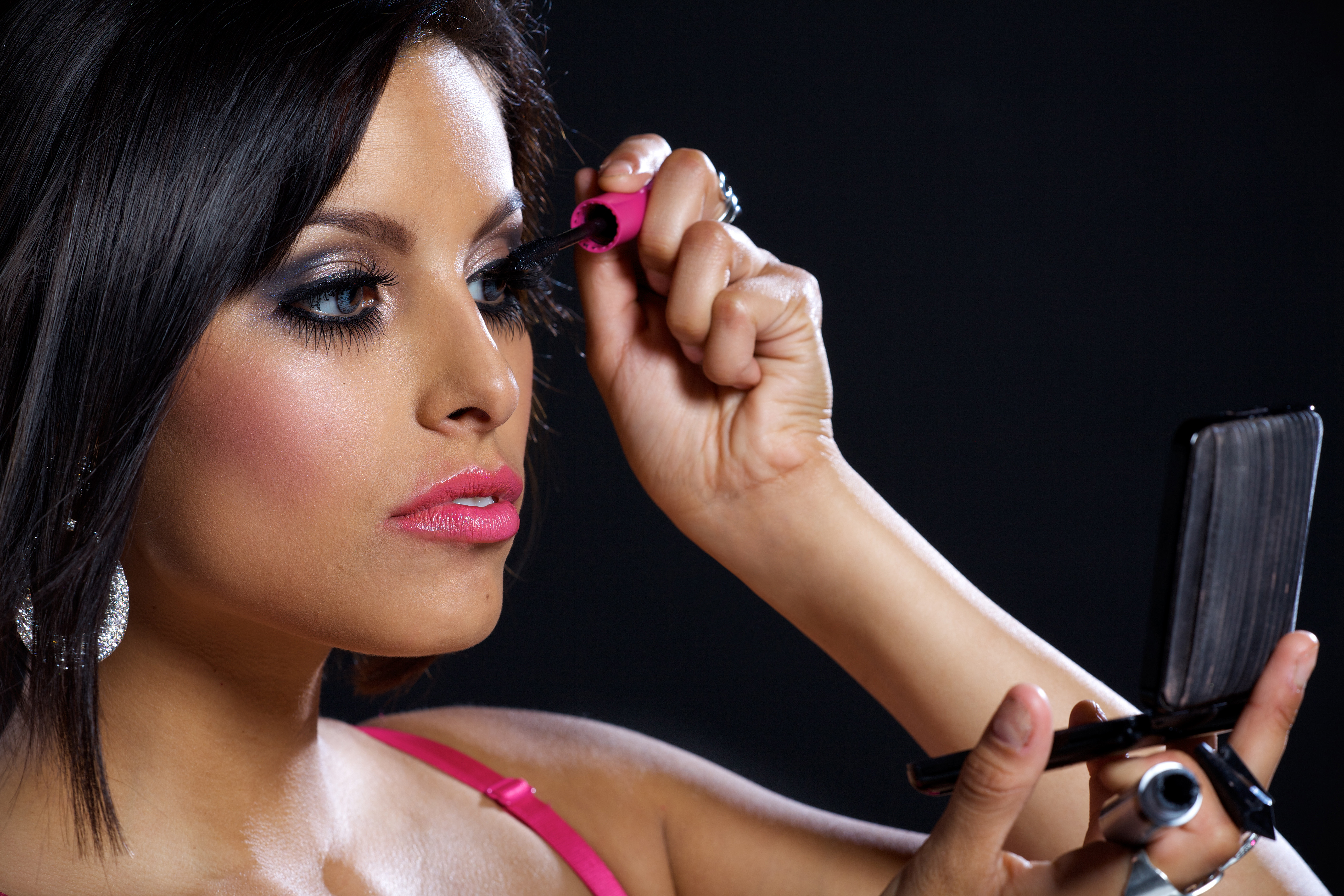
Frau beim Auftragen von Wimperntusche

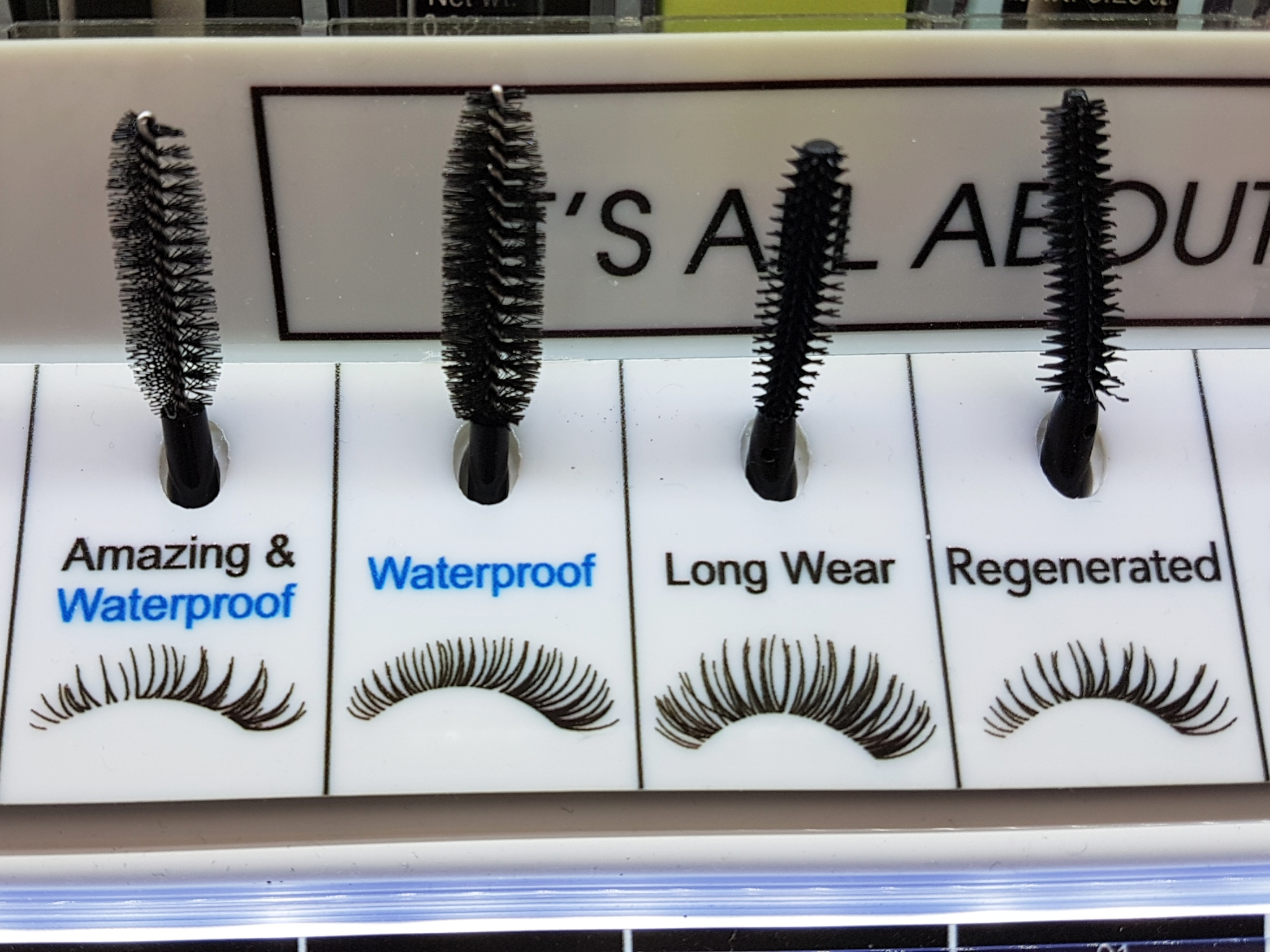
Verschiedene Bürstenformen für Mascara

Mascara kann auf allen Wimpern aufgetragen werden. Die Bürste wird dazu vom Wimpernansatz vom Auge weg zum Wimpernende geführt. Die Bürste sollte zum Aufnehmen der Mascara nicht mehrmals kurz in ihre Flasche getunkt werden, weil dies zu Luftbläschen in der Tusche führt, die sie vorzeitig verklumpen und eintrocknen lassen. Stattdessen sollte die Bürste mehrmals in der Flasche gedreht werden.
Der häufigste Kosmetikunfall soll der Ausrutscher der Mascarabürste in das Auge sein. Dabei entstehen mit Tusche gefüllte Kratzer. Diese können sich (bei mit Pseudomonas kontaminierten Mascara) entzünden, zu Hornhaut-Geschwüren und im schlimmsten Fall zur Erblindung führen. Es ist deshalb dringend geraten, nicht am Auge zu reiben und in solch einem Fall einen Augenarzt aufzusuchen. Ebenfalls möglich sind Kontaktallergien, da einige Mascara Kolophonium enthalten, worauf einige Menschen allergisch sind. Ebenfalls bekannt sind konjunktivale Zysten an der Bindehaut.
Kontaktlinsenträger haben andere Probleme: einesteils wimpernverlängernde Fasern, die unter die Linse gelangen können und scheuern, und weiterhin mögliche Linsenbeläge durch Augenkosmetika. Deshalb sollten „wimpernverlängernde“ Produkte vermieden werden. Hilfreich ist die jeweils richtige Reihenfolge: erst Kontaktlinsen einsetzen, dann schminken; erst Kontaktlinsen entfernen, dann abschminken.

## Geschichte
Erstmalige Erwähnung fand Mascara in Schriften aus dem 4. Jahrhundert v. Chr. Den Aufzeichnungen zufolge war die Wimperntusche eine Paste aus Kohle, Honig und Krokodil-Exkrementen. Die Augen galten schon im alten Ägypten als Tor zur Seele, die schwarze Textur sollte sie vor bösen Geistern schützen.
Die erste feste Mascara wurde von Eugène Rimmel (1820–1887), einem französischstämmigen britischen Parfümeur, produziert und vertrieben. Sein schwarzer Block, den man mit einer feuchten Bürste anreiben musste, wurde in Europa so populär, dass sein Name in verschiedenen Sprachen zur Bezeichnung oder zu einem Synonym für Wimperntusche wurde, z. B. französisch und italienisch rimmel, spanisch und portugiesisch rímel, rumänisch und türkisch rimel.

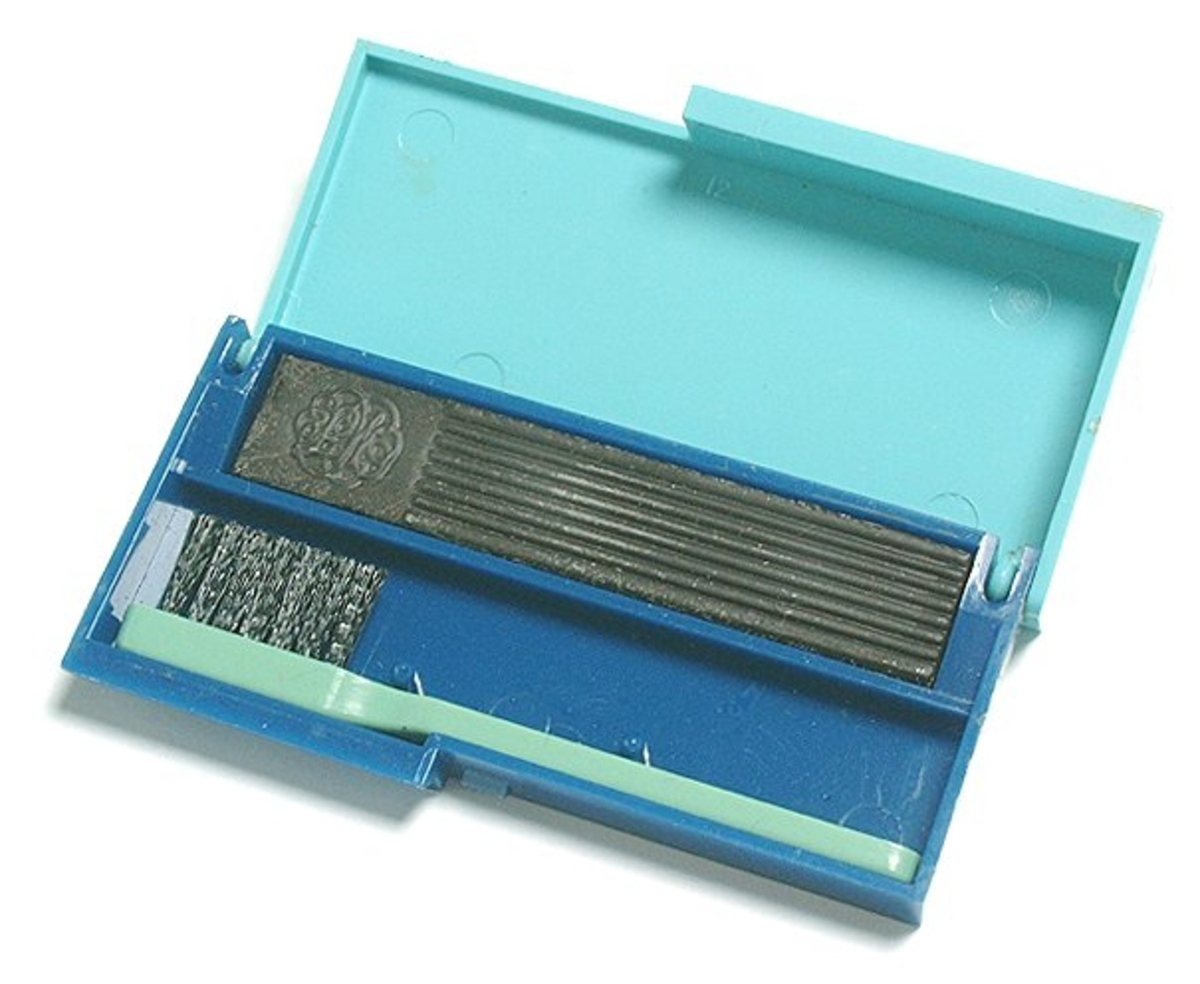
Max Factor Block Mascara, 1960

1915 beobachtete der junge Versandunternehmer Tom Lyle Williams in Chicago, wie seine ältere Schwester Mabel ihre Wimpern mit einer Mischung aus Vaseline, Asche und Kohlenstaub zu färben versuchte. Dies gab ihm den Anstoß, eine Wimperntusche zu entwickeln. Williams gründete im selben Jahr eine Firma, die er zu Ehren seiner Schwester Maybell Laboratories nannte. Sein erstes verkaufsfähiges Produkt Lash-Brow-Ine war eine parfümierte Creme aus Vaseline und verschiedenen Ölen, die keine Farbstoffe enthielt. Lash-Brow-Ine war dazu gedacht, den Wimpern (engl. lashes) und Augenbrauen (engl. brows) einen Glanz zu verleihen und angeblich auch deren Wachstum zu fördern. Ab 1917 verkaufte Williams ein trockenes Produkt mit dem Namen Maybelline zum Färben von Wimpern und Augenbrauen, das in den Farbtönen Braun und Schwarz angeboten wurde. Die Bürste zum Auftragen musste angefeuchtet und über den Block gestrichen werden. 1923 wurde Williams’ Firma Maybell Laboratories in Maybelline umbenannt. 1925 wurde auch ein flüssiges, wasserfestes Produkt unter dem Namen Maybelline angeboten, wieder in den Farben Braun und Schwarz und ebenfalls zum Färben von Wimpern und Augenbrauen. 1929 führte die Firma Maybelline Lidschatten und Augenbrauenstifte ein. Dadurch wurde das bisherige Produkt Maybelline auf die Anwendung als dunkel färbende Wimperntusche beschränkt, die beiden Produktvarianten (fest und flüssig) wurden in Maybelline Eyelash Darkener umbenannt. 1931 wurde die chemische Zusammensetzung geändert. Erst zwischen 1933 und 1935 etablierte sich bei Maybelline die Bezeichnung mascara für diese neue Wimperntusche. Die Firma entwickelte sich zu einem führenden Kosmetikhersteller der USA.
1935 patentierte Helene Winterstein-Kambersky eine wasserfeste Wimperntusche. Ausgelöst durch die Erfahrungen auf der Bühne, dass die Hitze der Scheinwerfer das Augen-Make-up zum Zerrinnen brachte, entwickelte sie nach mehr als 2000 Versuchen eine Rezeptur mit einem Verfahren, das erlaubte, neue Inhaltsstoffe zu verbinden und eine Mascara in Cremeform anzubieten, die äußeren Einflüssen widerstand und leicht zu entfernen war. Die Wimperncreme wurde in kleine Tuben abgefüllt; ein der Länge nach gerolltes Papierstäbchen diente als Auftragegerät. Durch das Überlappen der gewickelten Papierlagen war bereits eine „Rillenform“ gegeben, welche ein gezieltes Auftragen der Creme ermöglichte. Diese radikale Erfindung der Mascarawelt wird bis heute angeboten.
1957 brachte Helena Rubinstein eine zähflüssige Mascara in einem Fläschchen auf den Markt, wie sie bis heute üblich ist.

## Wortherkunft und Grammatik
Von mittellateinisch masca („Maske“, „Gespenst“, „Alptraum“) leitet sich die ältere italienische Wortform mascara („Maske“) ab. Aus dieser ging einerseits die neuere italienische Wortform maschera („Maske“) hervor, andererseits wurde das Wort vom Spanischen übernommen und von dort ins Englische vermittelt. Im Englischen war zunächst ab 1883 die Form mascaro üblich, die Form mascara ist seit 1922 belegt. Aus dem Englischen gelangte das Wort mascara schließlich auch ins Deutsche.
Die weitere Herkunft von mascara bzw. von mittellateinisch masca und ein wahrscheinlicher Zusammenhang mit arabisch masẖarah („Narr“, „Clown“, „etwas Drolliges“) sind im Detail unklar. Möglicherweise sind in mittellateinisch masca Wörter aus verschiedenen Sprachen zusammengeflossen; in Frage kommen Wörter aus dem Germanischen und aus dem Altfranzösischen (möglicherweise mit vorindogermanischer Abstammung) sowie arabisch masẖarah. Duden hält die arabische Herkunft für wahrscheinlich, das Wörterbuch der Real Academia Española gibt sogar ohne Vorbehalt die arabische Abstammung wie folgt an: spanisch máscara < italienisch maschera < arabisch masẖarah („etwas Komisches“). Der uruguayische Linguist Ricardo Soca weist auf den plausiblen Bedeutungsübergang von „Narr, Clown“ zu „Maske“ hin: Das arabische Wort habe Clowns bezeichnet, die im Theater mit Masken auftraten.
Beim Vergleich des heutigen Wortgebrauchs in verschiedenen Sprachen schwankt sowohl das grammatische Geschlecht als auch die Betonung (jeweils fett hervorgehoben):
- italienisch il mascara („Wimperntusche“), aber: la maschera („Maske“)
- spanisch la máscara de pestañas („Wimperntusche“), la máscara („Maske“)
- französisch le mascara („Wimperntusche“)
- englisch mascara („Wimperntusche“)
- deutsch die (oder der)[1] Mascara („Wimperntusche“)
- deutsch der Mascara („Stift oder Bürste zum Auftragen von Wimperntusche“)[19]